# Nissan 100NX
O Nissan 100NX é um carro desportivo compacto da Nissan.
O 100NX tem dois motores, um 1,6 L e 2,0 L. O 1,6 l, entre 1990 e 1993, era equipado com um carburador com tendência para consumir combustível em excesso. A partir de abril de 1993, o 100NX começou a ser vendido com um sistema de injecção de combustível mais eficiente.
- 1.6 carburador - 90 cv (67 kW e 91 PS)
- 1,6 combustível injectado - 105 cv (78 kW; 106 PS)
- 2.0 de combustível injectado - 150 cv (112 kW, 152 PS)
- 2.0 de combustível injectado - 140 cv (104 kW e 142 PS), versão norte-americana

O 100NX de 1,6 litros versão combustível injectado atingia 0-60 mph (0–96,5 km/h) em 10,5 segundos e tinha uma velocidade máxima de 121 mph (195 km/h).
O 100NX tinha também de origem um tejadilho de T-bar removível na Europa.